# أنديرس وايس
أنديرس وايس (بالإنجليزية: Anders Weiss)‏ هو مجدف أمريكي، ولد في 5 نوفمبر 1992 في بروفيدنس في الولايات المتحدة.

## وصلات خارجية
- أنديرس وايس على موقع الاتحاد الدولي للتجديف (الإنجليزية)
- أنديرس وايس على موقع اللجنة الأولمبية الدولية (الإنجليزية)
- أنديرس وايس على موقع أوليمبيديا (الإنجليزية)